# Isoglossa somalensis
Isoglossa somalensis är en akantusväxtart som beskrevs av Gustav Lindau. Isoglossa somalensis ingår i släktet Isoglossa och familjen akantusväxter. Inga underarter finns listade i Catalogue of Life.